# 亞爾伯·梵浩耶
亞爾伯·梵浩耶，S.I.（1923年7月23日—2021年7月29日）是耶穌會神父及釋經學學者。他在2006年被教宗本篤十六世拔擢為樞機且從同時晉升為主教的規定中豁免，以司鐸品身分被任命為執事級樞機。2016年升為司鐸級樞機。

## 早期經歷
亞爾伯·梵浩耶生於1923年7月23日法國的阿茲布魯克，1941年他加入耶穌會並在法國與比利時的耶穌會培訓機構就讀。並以一篇有關《希伯來書》的論文獲得了羅馬宗座聖經學院的聖經學博士學位。且在1954年7月25日晉鐸為神父。

## 教學與學術研究
在法國耶穌會的教學機構工作一段時間後，1963年他到羅馬宗座聖經學院擔任聖經學教授，並在1984年到1990年間擔任該學院的校長一職。於1993年自教職退休。此外也有在宗座額我略大學和宗座拉特朗大學任教。也以各種語言發表著作。他的研究和教學範圍著重於新約書信，特別是《希伯來書》，他被認為是該研究範圍中的權威。

## 在教廷任職
他曾參與《基督信仰的智慧》宗座憲章的編撰委員會，以及擔任宗座聖經委員會秘書長。
他於1980年至1996年間擔任宗座基督徒合一促進理事會參議員，並分別在1976年和1990年成為教育部與信理部兩聖部的成員。

## 晉升樞機

梵浩耶樞機的牧徽，牧徽上方沒有代表主教品級的十字架

2006年3月24日，亞爾伯·梵浩耶由教宗本篤十六世拔擢為樞機，並在同年5月28日正式任命，領阿尔巴尼别墅慈悲聖母瑪利亞及聖亞德執事區執事銜。 他被立為樞機時已經83歲了，所以並沒有參加選出教宗的選舉秘密會議的資格，此外他獲豁免於司鐸拔擢為樞機時應同時祝聖為主教的規定，僅以神父的身分受封為樞機。「Cordi Tuo Unitus」是他的牧徽格言，意為「與汝心合一」。
他於2016年獲升為司鐸級樞機，先前的聖堂以「僅此一次」的模式成為他的領銜堂區。